# Villainy Inc.
Villanía Inc. o simplemente, Villanía Incorporated (en inglés, Villainy Inc.), es una agrupación conformada por mujeres supervillanas, creadas para ser contrincantes de la superheroína conocida como Wonder Woman, de los cuales está conformado por alguna de sus más icónicas rivales, este equipo fue creado para ser publicado por la editorial DC Comics, creada originalmente durante la edad de oro de los cómics, así como sus posteriores apariciones en la Edad Moderna, adjuntando cambios como una renovación en la alieación del equipo, fue creado por el creador de la Mujer Maravilla, William Moulton Marston y Harry G. Peter, en las páginas de Wonder Woman Vol.1 #28 (marzo-abril de 1948).

## Historia sobre el equipo

### Edad de Oro(Pre-Crisis)
Villainy Inc., debutó en las páginas del cómic de la Mujer Maravilla Vol. 1 # 2, en la última historia escrita por el creador de la serie William Moulton Marston. Las villanos, que se involucraron en esta historia, fueron condenadas a prisión de manera individual a la colonia de una isla penal transformada por las Amazonas y donde posteriormente estas escaparían, se unirían para acabar con su enemigo común, la Mujer Maravilla; todos estos fueron liderados por la supervillana conocida como Eviless gracias a la participación de sus esbirros esclavos saturnianos, que habían engañado a las Amazonas con la creencia de que habían perdido su naturaleza maligna mediante la manipulación de la faja mágica y el lazo de la verdad de la Mujer Maravilla. Mientras que ella había fingido su muerte mediante el control de sus latidos del corazón, posteriormente envolvió el lazo alrededor de su brazo para pasar como si fuera objeto de contrabando por sí misma. Ella trató de liberar a varias prisioneras de la isla transformada, pero la mayoría de ellas se habían negado debido al uso de las Fajas de Venus. Sin embargo, las que estuvieron de acuerdo con Eviless se unieron a ella. Por lo tanto, para lograr su plan, apresaron y secuestraron a la reina Hipólita usando el lazo para atarla y luego utilizarla como muñeco para distraer a los guardias, Poison e Hypnota (dos de las villanas que se unen a la causa) utilizaría a su nueva señuelo como una trampa mientras buscaban como burlar a los hombres que se encuentran en la isla. Hipólita desaparecería de la isla. Más tarde, las villanas fueron llevadolas a su captura y luego de que se colgara de una cuerda donde la llevaban para poder tomar un barco como vía de escape. Sin embargo, debido al peso de la cuerda por donde escapan, terminaría siendo arrastrada hacia el agua al nivel del barco, por lo que oligó a Eviless y a sus secuaces esclavos Saturinanos a salir del agua ya que no sabían nadar. La Reina Clea, (otra de las prófugas) intentaría comprar de manera anónima un submarino de Steve Trevor para que les permitiese volver a Atlantis (aunque no quedó claro porqué necesitaba un submarino), pero como Trevor la reconoció y la siguió por la corriente para capturarla. Sin embargo, sería noqueado por Giganta y Clea, junto con su ayudante, por lo que se decidió capturar a las a unas chicas vacacionistaa, por lo que la Mujer Maravilla tuvo que obligarlas a darles un submarino. Las chicas quedarían atadas a una red en el laboratorio del Profesor Zool, Giganta atacaría a la Mujer Maravilla cuando esta intenta entrar al laboratorio, sin embargo, queda es detenida. Por este dicho suceso, fue por el cual la Mujer Maravilla fue obligada a robar una submarino de los Estados Unidos, sin embargo, Clea y Giganta serían recapturadas antes de que el submanrino escapara y entrara en inmersión. Todos ellas serían devueltas a la isla de transformada de las amazonas y la Mujer Maravilla.

### Etapa Post-Crisis
Siguiendo la continuidad reiniciada a partir de la retrocontinuidad de la Crisis en las Tierras Infinitas, la historia del equipo comenzó cuando por primera vez que Hipólita se había convertido en una amenaza cuando ella volvió en el tiempo durante la edad de oro. Cheetah, Zara, Doctor Poison y la Mujer Hipnótica (también conocida como Hypnota anteriormente) fueron reclutados por la Reina Clea (aunque nunca se reveló si Eviless o Blue Snowman eran miembros, aunque aun así Giganta sería retconeada como una villana de la Edad Moderna y que se había unido más adelante). La monarca Atlante de ciudad Venturia enlistó a las demás para derrotar a su ciudad rival, Aurania. Sus planes frustradas repetidamente por la reina Hipólita. Más adelante, la hija de la reina Hipólita, la princesa Diana, viajó en el tiempo y las descubrió plena batalla. Clea sería derrotada por Diana (que se disfrazaría como Miss América) y la propia hija de Clea, como Ptra.
En los últimos años, cuando todos los Atlanteanos desaparecieron de la Tierra, Clea vuelve a reunir a un grupo de villanas para una nueva Villainy Inc., y así poder conquistar la tierra para poderla gobernar. Juntas, viajaron a la otra dimensión conocida como Skartaris. Allí, con Cyborgirl como aliada, tomarían el control de toda la dimensión. Sin embargo, Para Clea, este plan liderado por una nueva miembro del equipo, conocida como Trinity. Sin embargo, Trinidad era de hecho una entidad, un virus, diseñada por los fundadores de Skartaris, los denominados señores del caos. Cuando el "Virus Trinity" se volvió a introducir al sistema informático que regula el mundo de Skartaris, toda la tierra comenzó a retroceder y regresar a sus orígenes. La Mujer Maravilla lograría detener este proceso para evitar que se convirtiera de forma permanente, aun así, algunos de los habitantes Skartaris (incluyendo Clea) se perdieron durante el proces de des-evolución.

## Miembros deVillainy Inc.

### Pre-Crisis
| Miembros      | Primera aparición                      | Descripción |
| ------------- | -------------------------------------- | --- |
| Blue Snowman  | Sensation Comics #59 (November 1946)   | Byrna Brilyant, era profesora de una ciudad pequeña en una escuela, además de ser una científica que se había disfrazado como un hombre llamado "The Snowman" y había utilizado el "Blue Snow," una sustancia especial inventada por su difunto padre que congelaba todo lo que toca. Más tarde, tomó el nombre del Blue Snowman cuando se unió a Villaíny Inc. En el universo posterior a la crisis, Blue Snowman nunca fue parte del equipo original de Villainy Inc. |
| Cheetah       | Wonder Woman #6 (octubre de 1943)      | Priscilla Rich, era una mujer de la alta sociedad cuyos sentimientos de inferioridad causaron terribles problemas que hacían que periódicamente su personaje como Cheetah tomase el control de su personalidad. |
| Doctor Poison | Sensation Comics #2 (febrero de 1942)  | La Princesa Maru, era la líder de una red de espionaje nazi, cuyo objetivo final era para causar estragos al Ejército de los Estados Unidos, al contaminar el suministro de agua del ejército con "reverso", una droga que hacía "confundir el centro del cerebro... [al hacer] que los soldados hicieran exactamente lo contrario a lo que se les dice". |
| Eviless       | Wonder Woman #10 (otoño de 1944)       | Una controladora esclavista del planeta Saturno. Enviada a la isla transformada para su rehabilitación después de su encuentro inicial con la Mujer Maravilla, y que más tarde sería conocida por crear a la primera encarnación de Villainy Inc. que apareció en las páginas de Wonder Woman Vol. 1 #28, en la última historia con la Mujer Maravilla, con su creador, William Moulton Marston. Sin embargo, no volvería a aparecer de nuevo en cualquier continuidad, aunque ella pudo haber inspirado al héroe de la edad de plata de la Legión de Super-Héroes, Saturn Girl y a su ambigua archienemiga, Saturn Queen. |
| Giganta       | Wonder Woman #9 (verano de 1944)       | Una gorila hembra que se fue transformada artificialmente en una super mujer fuerte por el profesor Zool. En el universo posterior a la crisis, Giganta nunca fue parte de la primera encarnación de Villainy Inc., sino posteriormente hasta una aparición en el presente. |
| Hypnota       | Wonder Woman #11 (Invierno de 1944)    | Una maga que se ocultó como mujer utilizando un vestuario masculino y con falso vello facial, Hypnota se había disparado accidentalmente en la cabeza durante un ensayo de una de las ilusiones para su acto. Una cirugía experimental fue la que le salvó su vida, sin embargo, también se dio a conocer un poder que le permitió acceder a "rayo azul eléctrico que le permitía dominar a voluntad a cualquier persona o ser que deseara" gracias a una alteración provocada en el "cerebro medio", por lo que le otoró una capacidad para hipnotizar y controlar la mente de los demás mediante la proyección de sus "rayos hipnóticos azules" con los ojos y manos. Con el uso de este nuevo poder para el crimen, esclavizó a su hermana Serva, con poca fuerza de voluntad, utilizándola como peón mientras obtenía cautivos a los comerciantes que fueron hipnotizados ay sirvientes como esclavos Saturnianos. En el universo posterior a la crisis, que era conocida como Hypnotic Woman. |
| Reina Clea    | Wonder Woman #8 (marzo de 1944)        | Una cruel gobernante de la colonia Atlante de Venturia, un reino submarino situado en algún lugar por debajo del fondo del Océano Atlántico hasta que fue depuesta por la Mujer Maravilla. |
| Zara          | Comics Cavalcade #5 (Invierno de 1943) | Una mujer sacerdotisa autoproclamada como la Llama Carmesí. Su verdadero pasado es desconocido, sin embargo, ella afirma que es "una chica árabe" (a pesar de que tenía acento francés), llevando un traje de danza en el vientre. De acuerdo con a sus historias, fue vendida como esclava desde que era niña; ella creó un intenso odio hacia la humanidad. Era una expertoa en el uso de la pirotecnia, y finalmente creó una nueva religión llamada "El culto de la Llama Carmesí". Zara había ido coleccionando y utilizado varios objetos que causaban efectos basados en el uso del fuego para deslumbrar a sus seguidores y mantenerlos esclavos a ella. Después de su derrota inicial con la Mujer Maravilla, su culto pasó a la clandestinidad, aunque Zara fue capaz de asustar una vez más al menos hasta a otro seguidor con el fin de cumplir sus órdenes en el momento en que se unió a Villainy Inc.                                                                               |

### Post-Crisis
| Miembros         | Primera aparición                                     | Descripción |
| ---------------- | ----------------------------------------------------- | --- |
| Cyborgirl        | Wonder Woman Vol.2 #179 (mayo de 2002)                | LeTonya Charles, era la sobrina de la doctora Sarah Charles, que requirió una cirugía de emergencia después de una reacción unos "super-esteroides" de Alquitrán. Sus implantes cibernéticos le permitieron dar todas las mismas capacidades que Victor Stone (Cyborg), pero no posee nada de su sentido de la responsabilidad.                                                               |
| Doctor Poison II | Wonder Woman Vol.2 #151 (diciembre de 1999)           | Nieta del Doctor Poison original, que continuó el rencor de su abuela contra la Mujer Maravilla, a pesar de que reconoce el desprecio de su abuela hacia ella. |
| Giganta          | Wonder Woman Vol.2 #126 (octubre de 1997)             | Doris Zuel era una brillante científica, cuya mente fue transferida primero al cuerpo de una hembra simio, pero que posteriormente trasladaría su cuerpo a la mujer de un circo superpoderosa. Tiene la capacidad de crecer en tamaño, al ser una supervillana de la Edad Moderna, solos e integró posteriormente al equipo y no se le considera como fundadora del equipo en esta versión.   |
| Jinx             | Tales of the Teen Titans #56 (agosto de 1985)         | Es una hechicera elemental proveniente del este de India cuyos poderes incluyen la habilidad de manipular la energía mágica que ella puede manifestar como rayos de fuerza ofensiva de color rosa, la habilidad de disolver materia y el poder crear temblores en áreas limitadas. |
| Reina Clea       | Wonder Woman: Our Worlds At War (septiembre del 2001) | Una cruel gobernante de la colonia Atlante conocida como Venturia, un reino submarino situado en algún lugar por debajo del fondo del Océano Atlántico, hasta que se depuesta por la Mujer Maravilla. En el universo Post-Crisis, es la líder del equipo original de Villainy Inc. en lugar de Eviless. Ella también sería responsable del montaje de la segunda encarnación de Villainy Inc. |
| Trinity          | New Titans Anual #6 (1990)                            | Una mujer con tres caras que representa al Tiempo, La guerra, y al Caos, cada uno de los cuales posee su propio poder. |